# Wassertorstraße 9 (Quedlinburg)

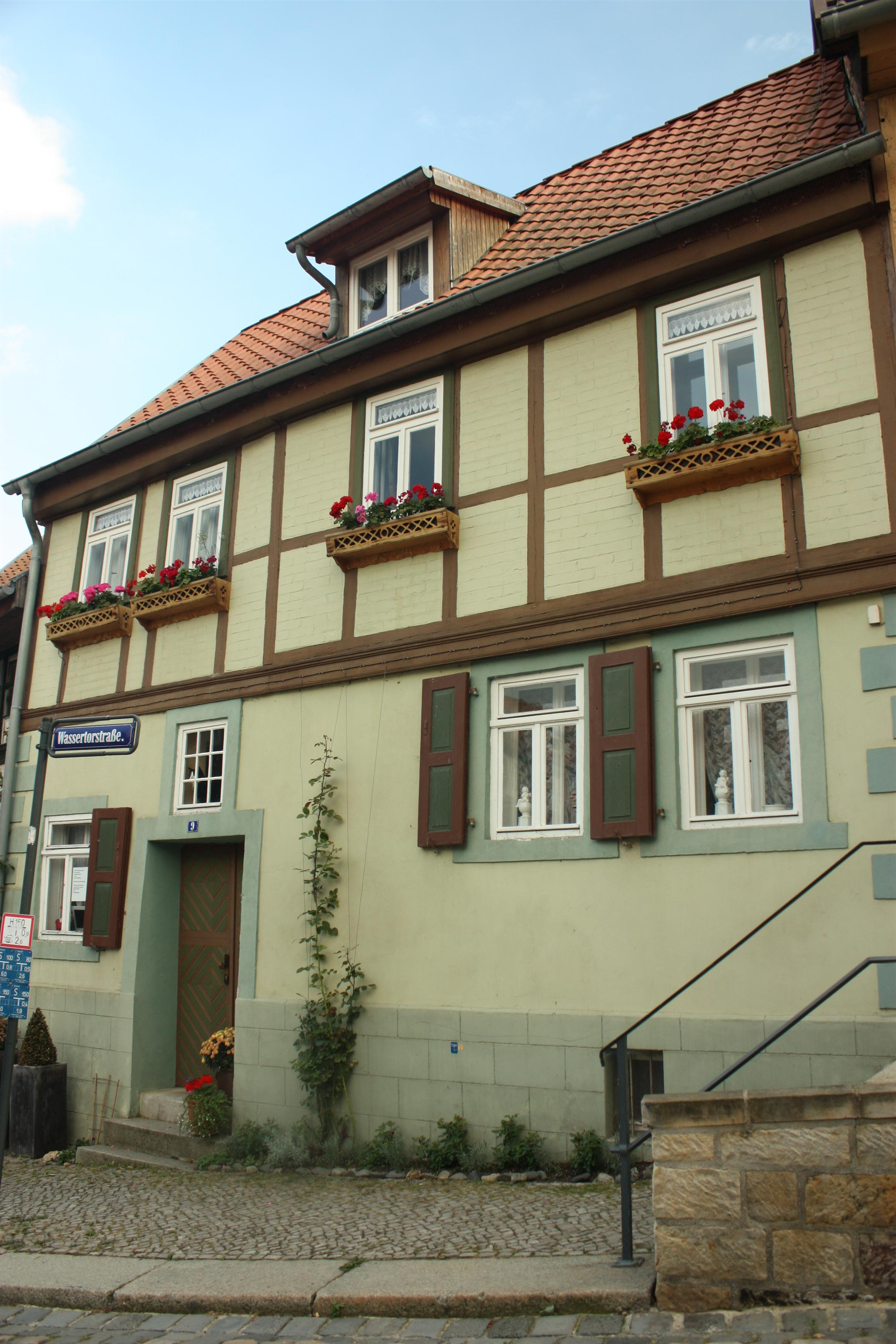
Haus Wassertorstraße 9

Das Haus Wassertorstraße 9 ist ein denkmalgeschütztes Gebäude in der Stadt Quedlinburg in Sachsen-Anhalt.

## Lage
Das Gebäude befindet sich an der Südseite des Quedlinburger Schloßberges im Stadtteil Westendorf an der Einmündung der Gasse Schloßberg in die Wassertorstraße. Es ist im Quedlinburger Denkmalverzeichnis als Wohnhaus eingetragen und gehört zum UNESCO-Weltkulturerbe.

## Architektur und Geschichte
Das zweigeschossige Fachwerkhaus entstand in der Zeit um 1800. Während das verputzte Erdgeschoss des Gebäudes in massiver Bauweise errichtet wurde, ist das Obergeschoss als Fachwerk ausgeführt. Die Fassadengestaltung ist schlicht. An den Ecken des Untergeschosses findet sich eine Eckquaderung. Der Baugrund weist erhebliche Höhenunterschiede auf, da hier die Straße nach Westen hin deutlich ansteigt. Unterhalb des westlichen Gebäudeteils besteht eine Unterkellerung.